# Simone Urbani
Simone Urbani (* 19. Juni 1992) ist ein ehemaliger italienischer Skilangläufer.

## Werdegang
Urbani gab sein Debüt im Skilanglauf-Weltcup im Dezember 2013 in Asiago, wo er im Sprint Platz 79 belegte. Seine ersten Weltcuppunkte erzielte er im Dezember 2014 mit Rang 27 im Sprint in Davos. Im Januar 2015 erreichte er in Oberwiesenthal mit Platz neun seine erste Top-10-Platzierung im Alpencup; zwei Wochen später gelang Urbani mit Platz 14 im Sprint in Rybinsk sein erstes Top-15-Resultat im Weltcup. Seine beste Platzierung im Weltcupeinzel erreichte er im Januar 2016 in Planica mit dem 13. Platz im Sprint. Letztmals im Weltcup startete er im März 2017 in Drammen, wobei er den 58. Platz im Sprint errang.